# Stazione di Brindisi Perrino
La stazione di Brindisi Perrino è una fermata ferroviaria posta sulle linee Adriatica e Taranto-Brindisi. Sita nel territorio comunale di Brindisi, serve l'Ospedale Perrino.

## Storia
La fermata di Brindisi Perrino venne attivata il 12 giugno 2016.

## Strutture e impianti
La fermata conta un unico binario servito da una banchina rialzato a 55 cm.

## Movimento
La stazione è servita dai treni regionali in servizio sulla tratta da Taranto a Brindisi.

## Servizi
La fermata dispone di:
- Area per l'attesa
- Accessibilità per portatori di handicap
- Capolinea autolinee extraurbane

### Esplicative
1. 1 2  Ufficialmente la linea è denominata da RFI "Potenza-Brindisi"; in questa ed altre voci, coerentemente con la prassi di it.wiki, si utilizza la denominazione storica di "Taranto-Brindisi" in uso all'epoca dell'apertura della linea.

### Bibliografiche
1. ↑  La banchina è presente solo nel binario diretto verso la linea Brindisi - Taranto
2. ↑  L'unica banchina della fermata è presente solo presso il binario diretto verso la linea Brindisi - Taranto
3. 1 2  Rete Ferroviaria Italiana, Circolare territoriale BA 7/2016
4. ↑  Orario ufficiale 2018, quadro 346 (Taranto-Brindisi).